# Zuckermanovo število
Zuckermanovo število je v matematiki celo število, ki je v danem številskem sestavu deljivo s produktom  svojih števk. Za dano celo število n z m števkami dx (kjer je x < m + 1) v bazi b, če velja, da:
{\displaystyle {\prod _{i=1}^{m}d_{i}}\mid n\!\,,}
potem je n Zuckermanovo število. Vsa cela števila od 1 do števila baze so Zuckermanova števila. Nobeno celo število z eno ali več števkami enakimi ničli v bazi b ne more biti Zuckermanovo število v tej bazi.
V bazi 10 so prva Zuckermanova večmestna števila (OEIS A007602):
11, 12, 15, 24, 36, 111, 112, 115, 128, 132, 135, 144, 175, 212, 216, 224, 312, 315, 384, ...